# Savigny-en-Véron
Pour les articles homonymes, voir Savigny et Véron.
Savigny-en-Véron est une commune française située au nord-ouest de Chinon, dans le département d'Indre-et-Loire en région Centre-Val de Loire. Ses habitants sont appelés les Savigniens, Savigniennes.

## Géographie
| Montsoreau Maine-et-Loire | Chouzé-sur-Loire La Loire |                   |
| Candes-Saint-Martin       | Savigny-en-Véron          | Avoine            |
| Saint-Germain-sur-Vienne  |                           | Beaumont-en-Véron |

### Hydrographie

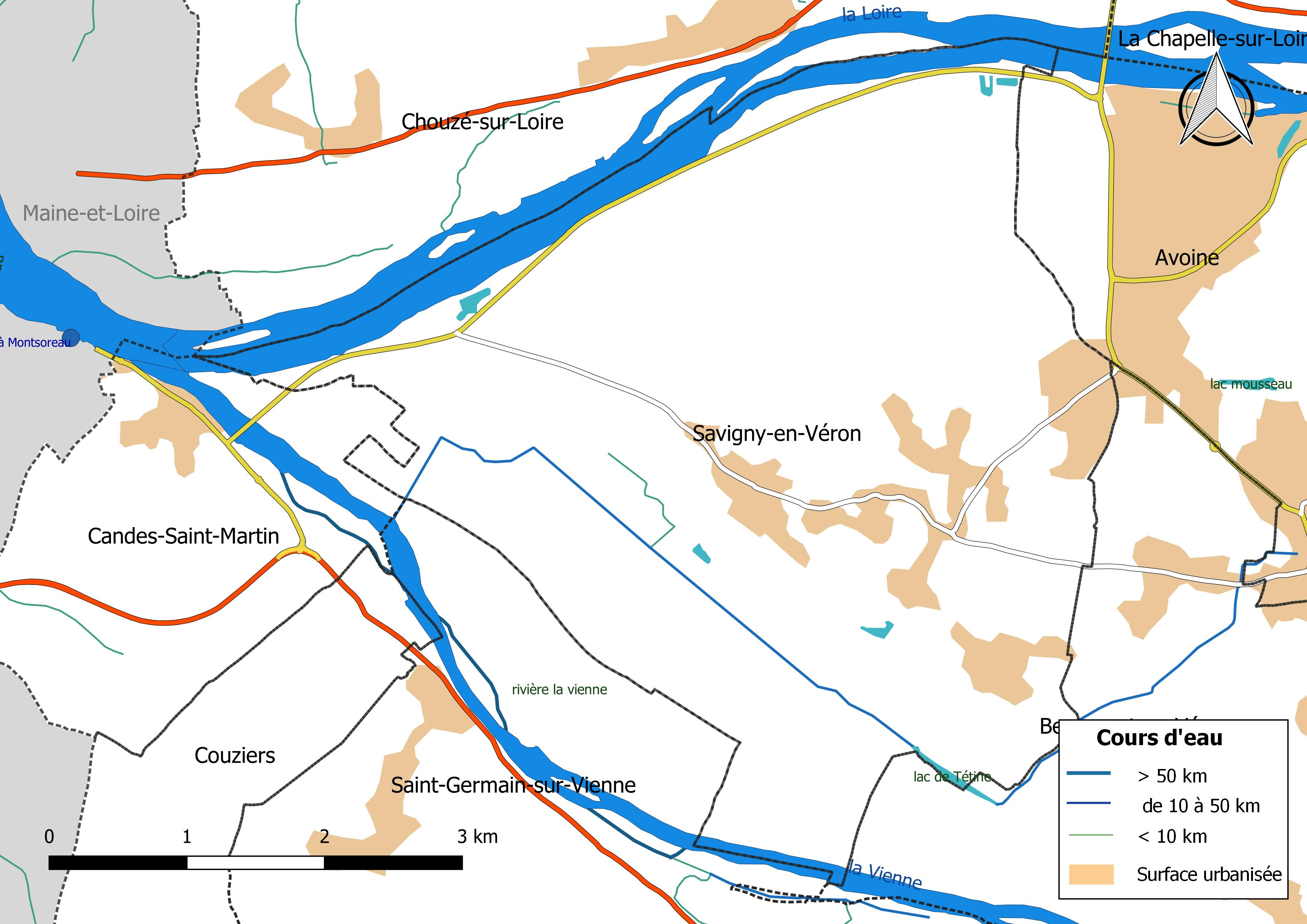
Réseau hydrographique de Savigny-en-Véron.

La commune se situe sur une presqu'île formée par la confluence de la Loire (3,047 km) et de la Vienne (1,068 km). Le réseau hydrographique communal, d'une longueur totale de 12,83 km, comprend en outre un petit cours d'eau,.
Le cours de la Loire s’insère dans une large vallée qu’elle a façonnée peu à peu depuis des milliers d’années. Elle traverse d'est en ouest le département d'Indre-et-Loire depuis Mosnes jusqu'à Candes-Saint-Martin, avec un cours large et lent. La Loire présente des fluctuations saisonnières de débit assez marquées. Sur le plan de la prévision des crues, la commune est située dans le tronçon de la Loire tourangelle, qui court entre la sortie de Nazelles-Négron et la confluence de la Vienne, dont la station hydrométrique de référence la plus proche est située à Langeais. Le débit mensuel moyen (calculé sur 34 ans pour cette station) varie de 142 m3/s au mois d'août  à 753 m3/s au mois de février. Le débit instantané maximal observé sur cette station est de 3 060 m3/s et s'est produit le 10 mai 2001, la hauteur maximale relevée a été de 4,89 m le 24 mars 1988,. La hauteur maximale historique a été atteinte le 27 septembre 1856 avec 6,80 m. Sur le plan piscicole, la Loire est classée en deuxième catégorie piscicole. Le groupe biologique dominant est constitué essentiellement de poissons blancs (cyprinidés) et de carnassiers (brochet, sandre et perche).
La Vienne, d'une longueur totale de 363,3 km, prend sa source sur le plateau de Millevaches, dans la Creuse, à une altitude comprise entre 860 et 895 m et se jette  dans la Loire à Candes-Saint-Martin, à 30 m d'altitude, après avoir traversé 96 communes. La station de Chinon permet de caractériser les paramètres hydrométriques de la Vienne. Le débit mensuel moyen (calculé sur 10 ans pour cette station) varie de 49 m3/s au mois d'août  à 352 m3/s au mois de février. Le débit instantané maximal observé sur cette station est de 1 610 m3/s le 2 juin 2016, la hauteur maximale relevée a été de 5,39 m le 4 mars 2007,. Sur le plan piscicole, la Vienne est également classée en deuxième catégorie piscicole.
Trois zones humides ont été répertoriées sur la commune par la direction départementale des territoires (DDT) et le conseil départemental d'Indre-et-Loire : « le bocage du Véron », « Basse la vallée de la Vienne rive gauche » et « la vallée de la Loire de Mosnes à Candes-Saint-Martin »,.

### Climat
Pour des articles plus généraux, voir Climat du Centre-Val de Loire et Climat d'Indre-et-Loire.
En 2010, le climat de la commune est de type climat océanique altéré, selon une étude du Centre national de la recherche scientifique s'appuyant sur une série de données couvrant la période 1971-2000. En 2020, Météo-France publie une typologie des climats de la France métropolitaine dans laquelle la commune est dans une zone de transition entre le climat océanique et le climat océanique altéré et est dans la région climatique  Moyenne vallée de la Loire, caractérisée par une bonne insolation (1 850 h/an) et un été peu pluvieux.
Pour la période 1971-2000, la température annuelle moyenne est de 11,5 °C, avec une amplitude thermique annuelle de 14,5 °C. Le cumul annuel moyen de précipitations est de 610 mm, avec 10,8 jours de précipitations en janvier et 6,1 jours en juillet. Pour la période 1991-2020, la température moyenne annuelle observée sur la station météorologique installée sur la commune est de 12,6 °C et le cumul annuel moyen de précipitations est de 637,8 mm,. Pour l'avenir, les paramètres climatiques de la commune estimés pour 2050 selon différents scénarios d'émission de gaz à effet de serre sont consultables sur un site dédié publié par Météo-France en novembre 2022.
| Mois                                  | jan.           | fév.           | mars           | avril         | mai           | juin          | jui.          | août           | sep.         | oct.          | nov.            | déc.           | année      |
| ------------------------------------- | -------------- | -------------- | -------------- | ------------- | ------------- | ------------- | ------------- | -------------- | ------------ | ------------- | --------------- | -------------- | ---------- |
| Température minimale moyenne (°C)     | 2,8            | 2,4            | 4,2            | 6,1           | 9,6           | 12,6          | 14            | 13,8           | 10,7         | 8,7           | 5,2             | 3,1            | 7,8        |
| Température moyenne (°C)              | 5,7            | 6,2            | 9              | 11,6          | 15,1          | 18,5          | 20,3          | 20,2           | 16,7         | 13,2          | 8,8             | 6,1            | 12,6       |
| Température maximale moyenne (°C)     | 8,5            | 9,9            | 13,8           | 17            | 20,6          | 24,4          | 26,5          | 26,6           | 22,8         | 17,7          | 12,3            | 9              | 17,4       |
| Record de froid (°C) date du record   | −14,8 07.01.09 | −12,7 12.02.12 | −10,4 01.03.05 | −2,8 04.04.22 | −0,7 03.05.21 | 2,6 01.06.06  | 5,4 10.07.04  | 4,5 29.08.1995 | 1,1 21.09.12 | −5 30.10.1997 | −8,7 24.11.1998 | −10 30.12.1996 | −14,8 2009 |
| Record de chaleur (°C) date du record | 16,9 01.01.23  | 22,8 27.02.19  | 25,7 31.03.21  | 29,9 20.04.18 | 33,6 27.05.05 | 41,5 29.06.19 | 41,7 25.07.19 | 40,3 10.08.03  | 36 14.09.20  | 31,7 02.10.23 | 23,5 07.11.15   | 18,6 07.12.00  | 41,7 2019  |
| Précipitations (mm)                   | 57,9           | 44,8           | 46,2           | 52,4          | 52            | 45,6          | 49,2          | 44,1           | 49,8         | 63,8          | 67,3            | 64,7           | 637,8      |

## Urbanisme

### Typologie
Au 1er janvier 2024, Savigny-en-Véron est catégorisée commune rurale à habitat dispersé, selon la nouvelle grille communale de densité à sept niveaux définie par l'Insee en 2022.
Elle est située hors unité urbaine. Par ailleurs, la commune fait partie de l'aire d'attraction de Chinon, dont elle est une commune de la couronne,. Cette aire, qui regroupe 20 communes, est catégorisée dans les aires de moins de 50 000 habitants,.

### Occupation des sols
L'occupation des sols de la commune, telle qu'elle ressort de la base de données européenne d’occupation biophysique des sols Corine Land Cover (CLC), est marquée par l'importance des territoires agricoles (73,1 % en 2018), en diminution par rapport à 1990 (77,7 %). La répartition détaillée en 2018 est la suivante : 
prairies (34,2 %), zones agricoles hétérogènes (25,8 %), forêts (11,8 %), cultures permanentes (10,2 %), zones urbanisées (5,9 %), eaux continentales (4,2 %), zones industrielles ou commerciales et réseaux de communication (3,3 %), terres arables (2,8 %), espaces ouverts, sans ou avec peu de végétation (1,6 %). L'évolution de l’occupation des sols de la commune et de ses infrastructures peut être observée sur les différentes représentations cartographiques du territoire : la carte de Cassini (XVIIIe siècle), la carte d'état-major (1820-1866) et les cartes ou photos aériennes de l'IGN pour la période actuelle (1950 à aujourd'hui).

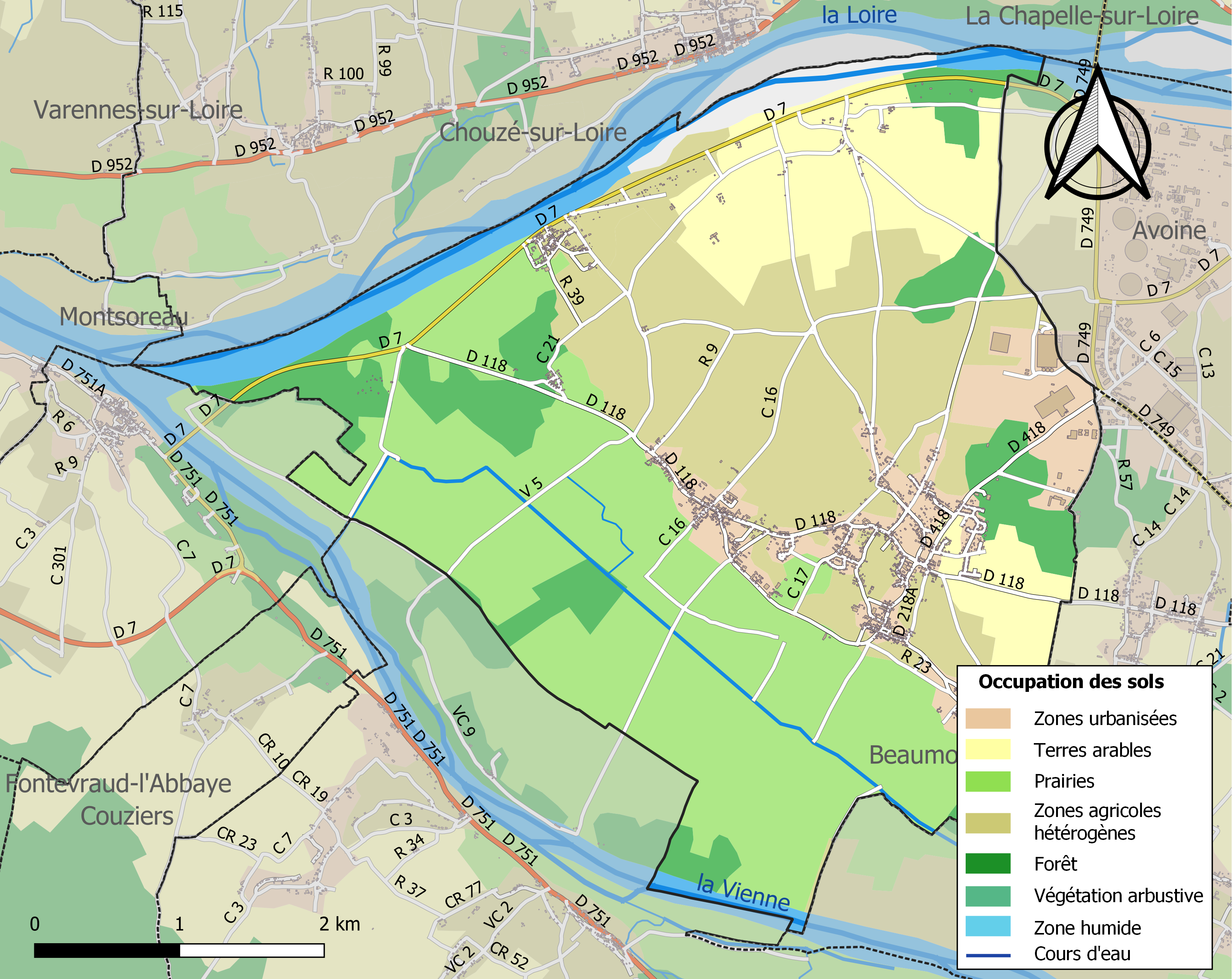
Carte des infrastructures et de l'occupation des sols de la commune en 2018 (CLC).

### Projets d'aménagement
En février 2025, la start-up Newcleo a initié l'acquisition de terrains sur la commune de Savigny-en-Véron, à proximité de la centrale nucléaire de Chinon, pour y implanter un démonstrateur de réacteur modulaire avancé (AMR) de type réacteur rapide à plomb liquide (LFR-AS-30, 30 MWe) et une ligne pilote de fabrication de combustible nucléaire. Prévu pour une mise en service d'ici 2031, ce projet, d’un coût estimé à 1,2 milliard d'euros, pourrait modifier l'occupation des sols en augmentant la part des zones industrielles. Il est soumis à un débat public organisé par la Commission nationale du débat public (CNDP) pour évaluer ses impacts environnementaux, socio-économiques et de sûreté.

### Risques majeurs
Le territoire de la commune est vulnérable à différents aléas naturels : météorologiques (tempête, orage, neige, grand froid, canicule ou sécheresse), inondations et séisme (sismicité faible). Il est également exposé à deux risques technologiques, la rupture d'un barrage et le risque nucléaire. Un site publié par le BRGM permet d'évaluer simplement et rapidement les risques d'un bien localisé soit par son adresse soit par le numéro de sa parcelle.

#### Risques naturels
Certaines parties du territoire communal sont susceptibles d’être affectées par le risque d’inondation par débordement de cours d'eau, notamment la Loire, la Vienne et La commune fait partie du territoire à risques importants d'inondation (TRI) d'Angers-Authion-Saumur, un des 21 TRI qui ont été arrêtés fin 2012 sur le bassin Loire-Bretagne et portés à 22 lors de l'actualisation de 2018. Des cartes des surfaces inondables ont été établies pour trois scénarios : fréquent (crue de temps de retour de 10 ans à 30 ans), moyen (temps de retour de 100 ans à 300 ans) et extrême (temps de retour de l'ordre de 1 000 ans, qui met en défaut tout système de protection),. La commune a été reconnue en état de catastrophe naturelle au titre des dommages causés par les inondations et coulées de boue survenues en 1982, 1993, 1999 et 2016,.

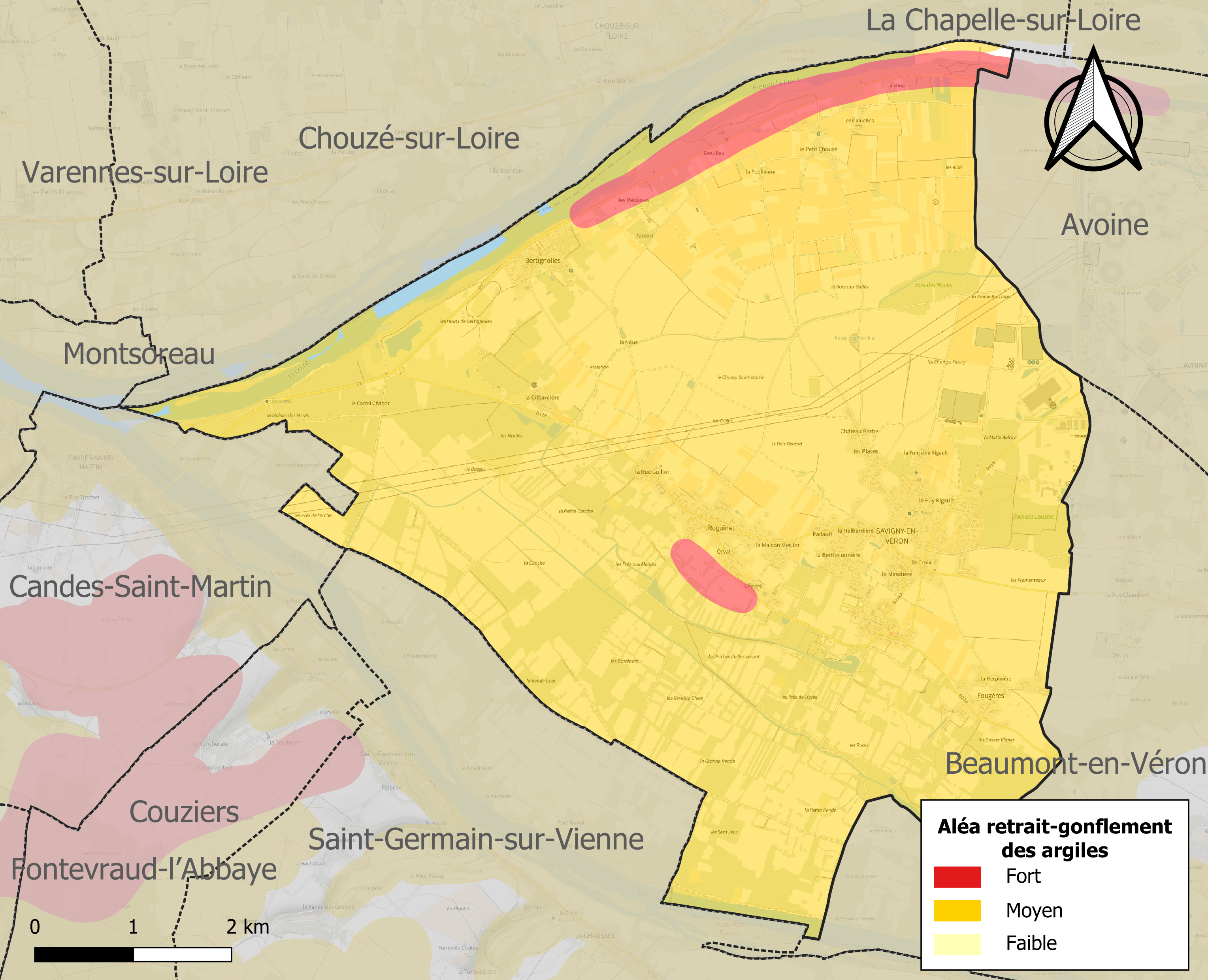
Carte des zones d'aléa retrait-gonflement des sols argileux de Savigny-en-Véron.

Le retrait-gonflement des sols argileux est susceptible d'engendrer des dommages importants aux bâtiments en cas d’alternance de périodes de sécheresse et de pluie. 99,4 % de la superficie communale est en aléa moyen ou fort (90,2 % au niveau départemental et 48,5 % au niveau national). Sur les 789 bâtiments dénombrés sur la commune en 2019, 789 sont en aléa moyen ou fort, soit 100 %, à comparer aux 91 % au niveau départemental et 54 % au niveau national. Une cartographie de l'exposition du territoire national au retrait gonflement des sols argileux est disponible sur le site du BRGM,.
Concernant les mouvements de terrains, la commune a été reconnue en état de catastrophe naturelle au titre des dommages causés par la sécheresse en 1990, 1991, 1992, 1993, 1997, 2005, 2006 et 2017 et par des mouvements de terrain en 1999.

#### Risques technologiques
Une partie du territoire de la commune est dans outre située dans aval d'une digue. À ce titre elle est susceptible d’être touchée par l’onde de submersion consécutive à la rupture de cet ouvrage.
Dans le cas d’accident grave, certaines installations nucléaires sont susceptibles de rejeter dans l’atmosphère de l’iode radioactif. La commune étant située dans le périmètre réflexe de 2 km autour de la centrale nucléaire de Chinon, elle est exposée au risque nucléaire. À ce titre les habitants de la commune ont bénéficié, à titre préventif, d'une distribution de comprimés d’iode stable dont l’ingestion avant rejet radioactif permet de pallier les effets sur la thyroïde d’une exposition à de l’iode radioactif. Dans le cas d'incident ou d'accident nucléaire, des consignes de confinement ou d'évacuation peuvent être données et les habitants peuvent être amenés à ingérer, sur ordre du préfet, les comprimés dans leur possession.

## Histoire
D'après une thèse du XIXe siècle et une tradition orale locale, rapportée par des écrivains tourangeaux, les habitants de Savigny et de la presqu'île du Véron descendraient des Maures vaincus à la bataille de Poitiers. L'histoire locale fait état de prisonniers musulmans parqués dans cette région marécageuse au VIIIe siècle. De nombreux habitants portent des patronymes tels que Mureau, Moreau.

### Héraldique
| Blason de Savigny-en-Véron | Les armes de Savigny-en-Véron se blasonnent ainsi : Écartelé : au premier d'azur à la fasce ondée d'argent, au vairon d'or frétillant, la queue vers la pointe, brochant sur le tout, au deuxième et au troisième de gueules aux trois fleurs de lys d'or, au quatrième d'azur à la fasce d'argent, à la grappe de raisin d'or tigée et feuillée du même brochant sur le tout. |

## Politique et administration
| Période                                  | Période  | Identité                    | Étiquette | Qualité             |
| ---------------------------------------- | -------- | --------------------------- | --------- | ------------------- |
| 1989                                     | 1995     | Maurice Raffault            |           | Viticulteur         |
| 1995                                     | 2001     | François Rousse             |           | Entreprise Agricole |
| 2001                                     | 2008     | François Rousse             |           | Entreprise agricole |
| 2008                                     | 2014     | Éveline Zanardo             |           |                     |
| 2014                                     | 2020     | Laurent Chauvelin           | SE        | Employé             |
| 2020                                     | En cours | Geneviève Haillot-Ensarguet |           |                     |
| Les données manquantes sont à compléter. |          |                             |           |                     |

## Population et société

### Démographie
L'évolution du nombre d'habitants est connue à travers les recensements de la population effectués dans la commune depuis 1793. Pour les communes de moins de 10 000 habitants, une enquête de recensement portant sur toute la population est réalisée tous les cinq ans, les populations de référence des années intermédiaires étant quant à elles estimées par interpolation ou extrapolation. Pour la commune, le premier recensement exhaustif entrant dans le cadre du nouveau dispositif a été réalisé en 2007.

En 2022, la commune comptait 1 539 habitants, en évolution de +0,26 % par rapport à 2016 (Indre-et-Loire : +1,67 %, France hors Mayotte : +2,11 %).
| 1793  | 1800  | 1806  | 1821  | 1831  | 1836  | 1841  | 1846  | 1851  |
| ----- | ----- | ----- | ----- | ----- | ----- | ----- | ----- | ----- |
| 1 122 | 1 130 | 1 278 | 1 422 | 1 435 | 1 432 | 1 790 | 1 781 | 1 810 |

| 1856  | 1861  | 1866  | 1872  | 1876  | 1881  | 1886  | 1891  | 1896  |
| ----- | ----- | ----- | ----- | ----- | ----- | ----- | ----- | ----- |
| 1 809 | 1 761 | 1 726 | 1 628 | 1 599 | 1 563 | 1 491 | 1 459 | 1 375 |

| 1901  | 1906  | 1911  | 1921  | 1926 | 1931 | 1936 | 1946 | 1954 |
| ----- | ----- | ----- | ----- | ---- | ---- | ---- | ---- | ---- |
| 1 302 | 1 272 | 1 220 | 1 048 | 996  | 920  | 889  | 826  | 914  |

| 1962  | 1968  | 1975  | 1982  | 1990  | 1999  | 2006  | 2007  | 2012  |
| ----- | ----- | ----- | ----- | ----- | ----- | ----- | ----- | ----- |
| 1 054 | 1 055 | 1 005 | 1 257 | 1 400 | 1 272 | 1 409 | 1 431 | 1 481 |

| 2017  | 2022  | - | - | - | - | - | - | - |
| ----- | ----- | - | - | - | - | - | - | - |
| 1 542 | 1 539 | - | - | - | - | - | - | - |

### Enseignement
Savigny-en-Véron se situe dans l'Académie d'Orléans-Tours (Zone B) et dans la circonscription de Chinon.
L'école élémentaire La Clochette accueille les élèves de la commune.

## Lieux et monuments
Savigny-en-Véron possède un écomusée, présentant diverses expositions et conférences ainsi que des animaux de la ferme et visite des anciens marais.

## Personnalités liées à la commune
- Félix Le Royer de La Sauvagère, colonel-directeur du génie, auteur de quelques dissertations sur l’histoire naturelle et les antiquités. Voltaire était en correspondance avec lui.
- Daniel du Janerand (1919-1990), peintre de la Jeune peinture de l'École de Paris, résida à Savigny-en-Véron.